# Corkscrew (Silverwood Theme Park)
Pour les articles homonymes, voir Corkscrew.
Corkscrew étaient des montagnes russes assises du parc Knott's Berry Farm, situé à Buena Park, en Californie, aux États-Unis. Ouvertes de 1975 à 1989, elles furent relocalisées en 1990 à Silverwood Theme Park où elles sont toujours ouvertes. À son ouverture, l'attraction était la première au monde à posséder deux inversions de suite.

## Statistiques
- Éléments : Double Corkscrew